# GFOD2
GFOD2 (англ. Glucose-fructose oxidoreductase domain containing 2) – білок, який кодується однойменним геном, розташованим у людей на 16-й хромосомі. Довжина поліпептидного ланцюга білка становить 385 амінокислот, а молекулярна маса — 42 255.
| 10         |  | 20         |  | 30         |  | 40         |  | 50         |
| ---------- |  | ---------- |  | ---------- |  | ---------- |  | ---------- |
| MKMLPGVGVF |  | GTGSSARVLV |  | PLLRAEGFTV |  | EALWGKTEEE |  | AKQLAEEMNI |
| AFYTSRTDDI |  | LLHQDVDLVC |  | ISIPPPLTRQ |  | ISVKALGIGK |  | NVVCEKAATS |
| VDAFRMVTAS |  | RYYPQLMSLV |  | GNVLRFLPAF |  | VRMKQLISEH |  | YVGAVMICDA |
| RIYSGSLLSP |  | SYGWICDELM |  | GGGGLHTMGT |  | YIVDLLTHLT |  | GRRAEKVHGL |
| LKTFVRQNAA |  | IRGIRHVTSD |  | DFCFFQMLMG |  | GGVCSTVTLN |  | FNMPGAFVHE |
| VMVVGSAGRL |  | VARGADLYGQ |  | KNSATQEELL |  | LRDSLAVGAG |  | LPEQGPQDVP |
| LLYLKGMVYM |  | VQALRQSFQG |  | QGDRRTWDRT |  | PVSMAASFED |  | GLYMQSVVDA |
| IKRSSRSGEW |  | EAVEVLTEEP |  | DTNQNLCEAL |  | QRNNL      |  |            |

A: Аланін

C: Цистеїн

D: Аспарагінова кислота

E: Глутамінова кислота

F: Фенілаланін

G: Гліцин

H: Гістидин

I: Ізолейцин

K: Лізин

L: Лейцин

M: Метіонін

N: Аспарагін

P: Пролін

Q: Глутамін

R: Аргінін

S: Серин

T: Треонін

V: Валін

W: Триптофан

Кодований геном білок за функцією належить до оксидоредуктаз. 
Задіяний у такому біологічному процесі, як альтернативний сплайсинг. 
Локалізований у позаклітинному матриксі.
Також секретований назовні.